# Aeroportul Okoyo
Aeroportul Okoyo (IATA: OKG) este un aeroport din Cuvette, Republica Congo ce deservește zona Okoyo⁠(d). A fost numit după zona deservită.
Situat la o altitudine de 426 m, aeroportul dispune de o singură pistă.